# Askim

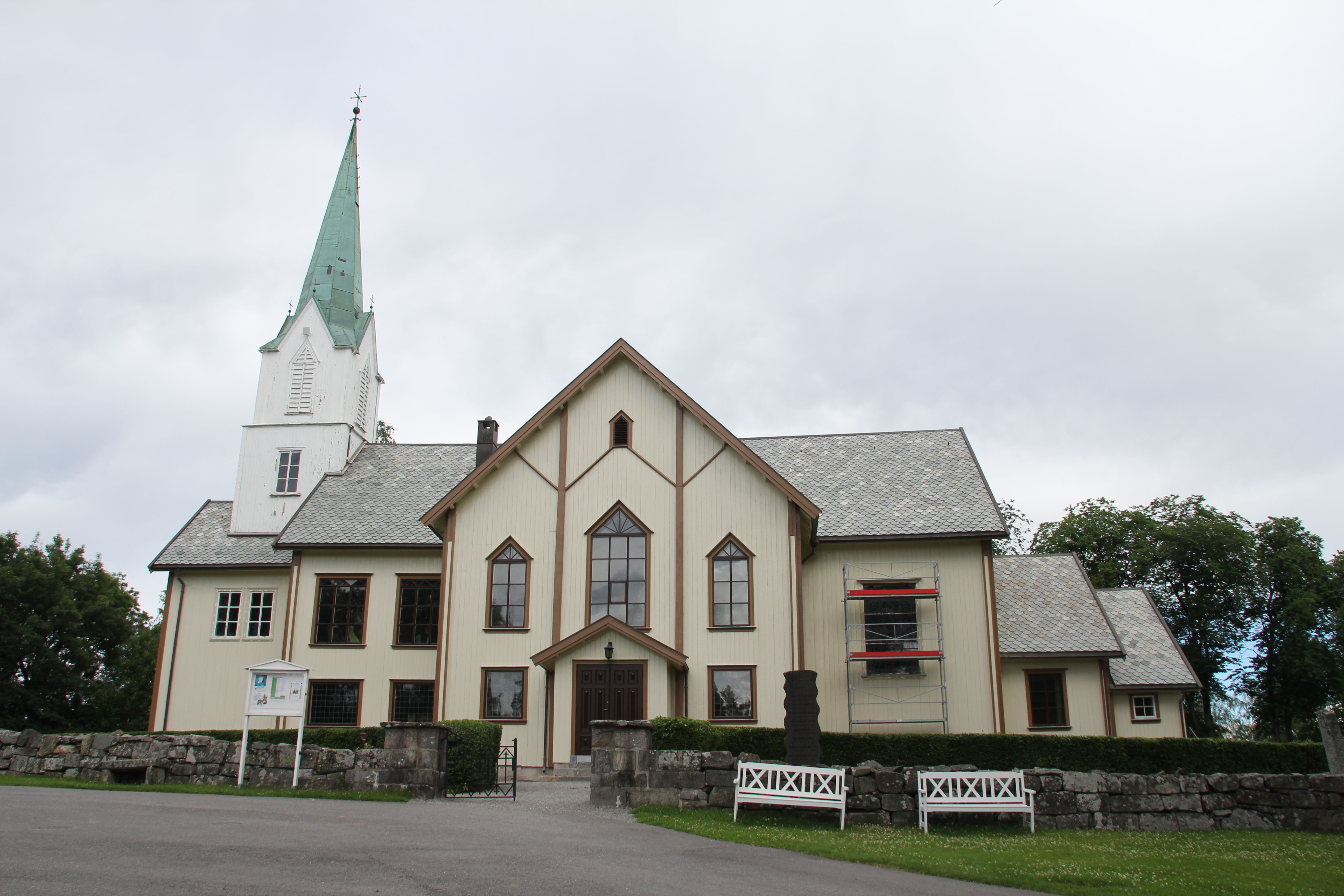
Die Askim-Kirche (Askim kirke) in Askom.

Askimⓘ ist eine Stadt und eine ehemalige norwegische Kommune in der Provinz (Fylke) Østfold. Seit dem 1. Januar 2020 liegt die Stadt in der neu gegründeten Kommune Indre Østfold.

## Geschichte

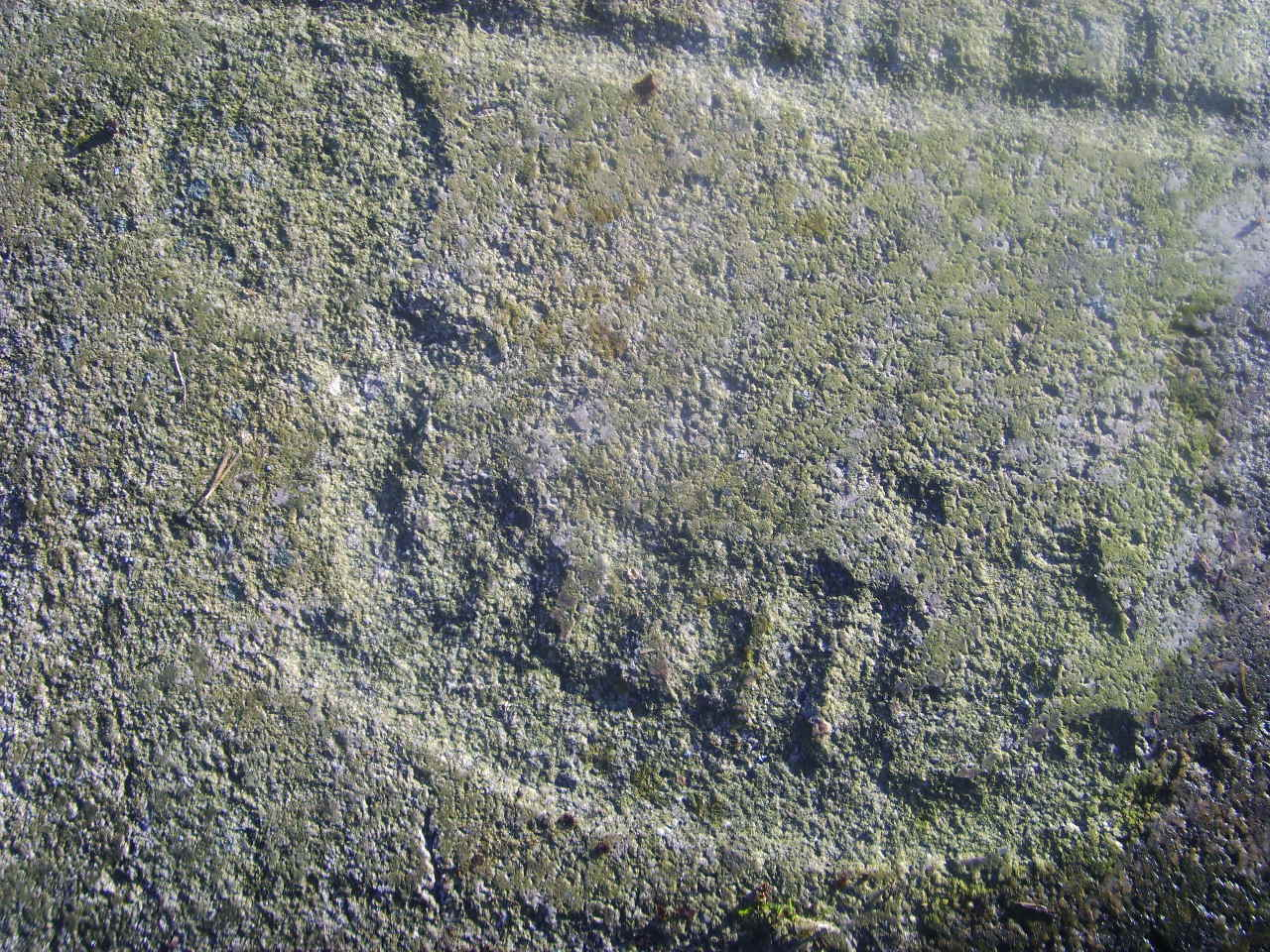
Die ältesten Relikte sind die Felsritzungen am Hällristningsvägen

Der Name der Stadt ist abgeleitet von den norwegischen Bezeichnungen Ask (Esche) und Heim, das heißt Heim der Esche. Grabhügel und Ausgrabungen zeigen, dass das Gebiet am Lauf des längsten norwegischen Flusses, Glomma, bereits vor einigen tausend Jahren besiedelt wurde. In der Regierungszeit Olav des Heiligen sollen Einwohner von Askim im Jahr 1016 die Stadt Sarpsborg gegründet haben. Der Ort Langnes in der Kommune wurde bekannt durch die Schlacht an der Langnes-Schanze zwischen schwedischen und norwegischen Truppen im Jahr 1814, die zum Ende des Schwedisch-Norwegischen Krieges und zum Abschluss der Konvention von Moss führte.
Askim erhielt im Jahre 1996 seinen Stadtstatus und ist bekannt für seinen hohen Anteil an Einwanderern, seine bekannte Bibliothek und sein Kulturhaus. Askim hat zwei Kinos und ein Bad, das Østfoldbad, mitten in der Stadt. In der Stadt gibt es drei Wasserkraftwerke (Vamma, Solbergfoss und Kykkelsrud). Seit 1995 findet jährlich im August das Kraftfestival, ein Musik- und Kulturfestival, statt. Höhepunkt des Festivals sind die Konzerte in der Turbinenhalle des Kykkelsrud-Kraftwerkes.

## Wappen
Das Wappen der Stadt stammt aus dem Jahr 1963. Es zeigt drei Flüsse und soll die drei Wasserfälle der Kommune repräsentieren, den Kykkelsrudfoss, Solbergfoss und den Vammafoss.

## Partnerstädte
- Huddinge (Schweden)
- Lyngby-Taarbæk (Dänemark)
- Vantaa (Finnland)
- Seyðisfjörður (Island)
- Nuuk (Grönland)
- Rapla (Estland)

## Persönlichkeiten

### Söhne und Töchter der Stadt
- August Eiebakke (1867–1938), Maler
- Dagfinn Føllesdal (* 1932), Philosoph
- Halvard Hanevold (1969–2019), Biathlet und Olympiasieger im Biathlon
- Henning Solberg (* 1973), Autosportler und Rallyefahrer
- Petter Solberg (* 1974), Rallye- und Rallycross-Fahrer
- Camilla Huse (* 1979), Fußballspielerin
- Vibeke Skofterud (1980–2018), Skilangläuferin
- Ola Vigen Hattestad (* 1982), Skilangläufer

### Bekannte Einwohner Askims
- Tor-Aksel Busch (* 1950), Reichsadvokat
- Kjell Ola Dahl (* 1958), Krimischriftsteller
- Trond Erikson (* 1959), Komponist und Journalist
- Line Henriette Hjemdal (* 1971), Mitglied des Storting
- Øyvind Bremer Karlsen, Schriftsteller
- Bente Bing Kleiva (* 1951), Bibliothekar
- Cecilie Hesselberg Løken (* 1970), Flötistin
- Karl-Petter Løken (* 1966), Fußballer
- Håvard Melnæs (* 1973), Schriftsteller
- Kari Middelthon, Maler und Journalist
- Harald Nordberg (* 1949), Illustrator und Autor
- Valeri Rubacha, Organist
- Dag Erik Storaker, Maler
- Bjarne Thoresen (1912–1998), norwegischer Meister im Kugelstoßen 1936–39 und 1948
- Sidsel Westbø (* 1943), Grafiker, Künstler und Maler
- Olav Zakariassen (* 1946), Bibliothekar, Autor und Heimatforscher